# Let’s Dance – Kids
Let’s Dance – Kids ist eine deutsche Tanz-Fernsehsendung, die im April 2021 auf dem Streamingportal RTL+ veröffentlicht wurde. Die Ausstrahlung im Fernsehprogramm von RTL erfolgte ab dem 16. Mai 2021. Die Moderation der vier Folgen übernahmen wie bei der Hauptsendung Let’s Dance Daniel Hartwich und Victoria Swarovski. Ebenfalls bildeten Joachim Llambi, Motsi Mabuse und Jorge González die Jury.
Es handelt sich bei Let’s Dance – Kids um eine Adaption des US-amerikanischen Dancing with the Stars: Juniors.

## Tanzpaare
| Platzierung | Kandidat                                                      | Nachwuchstänzer                | Coach                      |
| ----------- | ------------------------------------------------------------- | ------------------------------ | -------------------------- |
| 1           | Jona Szewczenko (Tochter von Tanja Szewczenko)                | Tizio Tiago Domingues da Silva | Roberto Albanese           |
| 2           | Angelina Stecher-Williams (Tochter von Judith Williams)       | Erik Rettich                   | Victoria Kleinfelder-Cibis |
| 3           | Zoé Baillieu (Darstellerin bei Gute Zeiten, schlechte Zeiten) | Mischa Bakscheev               | Regina Luca                |
| 4           | Spencer König (Darsteller bei Die Pfefferkörner)              | Selma Lohmann                  | Melissa Ortiz Gomez        |
| 5           | Maris Ohneck (Sohn von Erdoğan Atalay)                        | Jana Lembersky                 | Sergiu Luca                |

## Tänze
| Show                         | Datum (RTL+)   | Datum (RTL)   | Tänze in der Show                                         |
| ---------------------------- | -------------- | ------------- | --------------------------------------------------------- |
| 1. Show – Motto: Sommerparty | 9. April 2021  | 16. Mai 2021  | Quickstep, Jive, Cha-Cha-Cha oder Samba                   |
| 2. Show – Motto: Movienight  | 16. April 2021 | 23. Mai 2021  | Cha-Cha-Cha, Langsamer Walzer, Slowfox oder Wiener Walzer |
| 3. Show – Motto: Zeitreise   | 23. April 2021 | 30. Mai 2021  | Cha-Cha-Cha oder Jive sowie ein Paso-Doble-Dance-Off      |
| 4. Show – Finale             | 30. April 2021 | 06. Juni 2021 | Samba oder Cha-Cha-Cha sowie ein Freestyle                |

## Ergebnisse
| Paar                                             | Platz | Letzter Tanz            | 1  | 2  | 3 1  | 4        | Durchschnitt (pro Tanz) |
| ------------------------------------------------ | ----- | ----------------------- | -- | -- | ---- | -------- | ----------------------- |
| Jona Szewczenko & Tizio Tiago Domingues da Silva | 1     | Cha-Cha-Cha, Freestyle  | 27 | 26 | 30+9 | 59 29+30 | 28,40                   |
| Angelina Stecher-Williams & Erik Rettich         | 2     | Samba, Freestyle        | 24 | 27 | 24+9 | 59 29+30 | 26,80                   |
| Zoé Baillieu & Mischa Bakscheev                  | 3     | Cha-Cha-Cha, Paso Doble | 20 | 23 | 24+9 |          | 22,34                   |
| Spencer König & Selma Lohmann                    | 4     | Cha-Cha-Cha             | 27 | 21 |      |          | 24,00                   |
| Maris Ohneck & Jana Lebersky                     | 5     | Jive                    | 17 |    |      |          | 17,00                   |

Grüne Zahlen: höchste erreichte Jury-Punktzahl der Show
Rote Zahlen: niedrigste erreichte Jury-Punktzahl der Show
Nach Jury- und Onlinezuschauervoting Letztplatzierte
* Punkte in Normalgröße: Wertungen in Standardtänzen oder vergleichbaren Tänzen
* Punkte in Kleinschrift in oberer Zeile: Wertungen für Sondertänze
* Punkte in Kleinschrift in unterer Zeile: Zusammensetzung der Gesamtwertung bei zwei oder mehr Standardtänzen
1 Das Endergebnis setzt sich aus der Wertung für einen Paartanz und der Leistung im Dance Off zusammen.

## Einzelne Tanzwochen
| Tanzpaar                                         | Tanz        | Musik                                        | Jurypunkte | Jurypunkte | Jurypunkte | Gesamt |
| Tanzpaar                                         | Tanz        | Musik                                        | González   | Mabuse     | Llambi     | Gesamt |
| ------------------------------------------------ | ----------- | -------------------------------------------- | ---------- | ---------- | ---------- | ------ |
| Zoé Baillieu & Mischa Bakscheev                  | Quickstep   | Katrina and the Waves – Walking on Sunshine  | 7          | 7          | 6          | 20     |
| Maris Ohneck & Jana Lebersky                     | Jive        | The Beach Boys – Surfin’ U.S.A.              | 6          | 6          | 5          | 17     |
| Jona Szewczenko & Tizio Tiago Domingues da Silva | Cha-Cha-Cha | Justin Bieber feat. Ludacris – Baby          | 9          | 9          | 9          | 27     |
| Spencer König & Selma Lohmann                    | Quickstep   | Extrabreit – Hurra, hurra, die Schule brennt | 10         | 9          | 8          | 27     |
| Angelina Stecher-Williams & Erik Rettich         | Samba       | Madonna – La Isla Bonita                     | 9          | 8          | 7          | 24     |

| Tanzpaar                                         | Tanz             | Musik                                                                                          | Jurypunkte | Jurypunkte | Jurypunkte | Gesamt |
| Tanzpaar                                         | Tanz             | Musik                                                                                          | González   | Mabuse     | Llambi     | Gesamt |
| ------------------------------------------------ | ---------------- | ---------------------------------------------------------------------------------------------- | ---------- | ---------- | ---------- | ------ |
| Spencer König & Selma Lohmann                    | Cha-Cha-Cha      | Huey Lewis & the News – The Power of Love (aus Zurück in die Zukunft)                          | 8          | 7          | 6          | 21     |
| Zoé Baillieu & Mischa Bakscheev                  | Langsamer Walzer | Alan Menken & Howard Ashman – Die Schöne und das Biest (aus Disney’s Die Schöne und das Biest) | 8          | 8          | 7          | 23     |
| Jona Szewczenko & Tizio Tiago Domingues da Silva | Slowfox          | The Temptations – My Girl (aus My Girl – Meine erste Liebe)                                    | 9          | 9          | 8          | 26     |
| Angelina Stecher-Williams & Erik Rettich         | Wiener Walzer    | John Williams – Hedwig’s Theme (aus Harry Potter)                                              | 9          | 9          | 9          | 27     |

| Tanzpaar                                         | Tanz        | Musik                                                      | Jurypunkte | Jurypunkte | Jurypunkte | Gesamt |
| Tanzpaar                                         | Tanz        | Musik                                                      | González | Mabuse | Llambi | Gesamt |
| ------------------------------------------------ | ----------- | ---------------------------------------------------------- | --- | --- | --- | --- |
| Angelina Stecher-Williams & Erik Rettich         | Cha-Cha-Cha | ABBA – Mamma Mia (70er)                                    | 8 | 8 | 8 | 24 |
| Jona Szewczenko & Tizio Tiago Domingues da Silva | Jive        | Olivia Newton-John & John Travolta – We Go Together (50er) | 10 | 10 | 10 | 30 |
| Zoé Baillieu & Mischa Bakscheev                  | Cha-Cha-Cha | Cyndi Lauper – Girls Just Want to Have Fun (80er)          | 8 | 8 | 8 | 24 |
| Paso-Doble-Dance-Off                             |             |                                                            | | | | |
| alle Paare                                       | Paso Doble  | Klaus Badelt – He's A Pirate (aus Fluch der Karibik)       | 9 – Angelina Stecher-Williams & Erik Rettich 9 – Jona Szewczenko & Tizio Tiago Domingues da Silva 9 – Zoé Baillieu & Mischa Bakscheev | 9 – Angelina Stecher-Williams & Erik Rettich 9 – Jona Szewczenko & Tizio Tiago Domingues da Silva 9 – Zoé Baillieu & Mischa Bakscheev | 9 – Angelina Stecher-Williams & Erik Rettich 9 – Jona Szewczenko & Tizio Tiago Domingues da Silva 9 – Zoé Baillieu & Mischa Bakscheev | 9 – Angelina Stecher-Williams & Erik Rettich 9 – Jona Szewczenko & Tizio Tiago Domingues da Silva 9 – Zoé Baillieu & Mischa Bakscheev |

| Tanzpaar                                         | Tanz        | Musik                                                    | Jurypunkte | Jurypunkte | Jurypunkte | Gesamt |
| Tanzpaar                                         | Tanz        | Musik                                                    | González   | Mabuse     | Llambi     | Gesamt |
| ------------------------------------------------ | ----------- | -------------------------------------------------------- | ---------- | ---------- | ---------- | ------ |
| Angelina Stecher-Williams & Erik Rettich         | Samba       | Sérgio Mendes & Brasil ’66 – Mas que nada                | 10         | 10         | 9          | 29     |
| Angelina Stecher-Williams & Erik Rettich         | Freestyle   | Judy Kuhn – Colors of the Wind (aus Disney’s Pocahontas) | 10         | 10         | 10         | 30     |
| Jona Szewczenko & Tizio Tiago Domingues da Silva | Cha-Cha-Cha | Carly Rae Jepsen – Call Me Maybe                         | 10         | 10         | 9          | 29     |
| Jona Szewczenko & Tizio Tiago Domingues da Silva | Freestyle   | Idina Menzel – Let It Go (aus Disney’s Die Eiskönigin)   | 10         | 10         | 10         | 30     |